# Belton House
Pour les articles homonymes, voir Belton.
Belton House est un manoir des environs de Grantham, dans le Lincolnshire, au Royaume-Uni, construit entre 1685 et 1688 par Sir John Brownlow. Le bâtiment est entouré de jardins à la française et d'allées menant à des fabriques de jardin, le tout étant ceint d'un grand parc boisé. Belton House est souvent considéré non seulement comme un symbole de raffinement et de perfection en matière d'architecture de la période de la Restauration anglaise, mais aussi comme la première réalisation architecturale de style véritablement anglais construite depuis la période Tudor. Elle est considérée comme un exemple typique de la demeure anglaise de campagne,.
Pendant plus de trois siècles jusqu'en 1984, Belton House était la demeure de la famille Brownlow, propriétaire des terres depuis la fin du XVIe siècle, et de leurs héritiers, la famille Cust (anoblie en 1815 pour devenir les comte Brownlow). En dépit de sa fortune, Sir John Brownlow a choisi de construire un château plutôt modeste, comparé aux autres demeures baroques de l'époque.
L'architecture est typique de la Restauration anglaise, adaptée pour la vie provinciale. La demeure a bénéficié des dernières innovations telles que les fenêtres à guillotine pour les pièces principales, et plus important encore, des espaces complètement séparés pour la domesticité. Les générations suivantes ont apporté des modifications à intérieur de la maison reflétant leurs goûts et leur position sociale, mais l'apparence a peu changé.
À la fin de la Première Guerre mondiale, les Cust, comme d'autres riches familles anglaises, ont dû faire face à de graves problèmes financiers. Belton House a été cédée au National Trust en 1984 avec la plupart de son mobilier. Elle est maintenant ouverte au public, restaurée, et accueille des centaines de touristes chaque année.

## Époque moderne

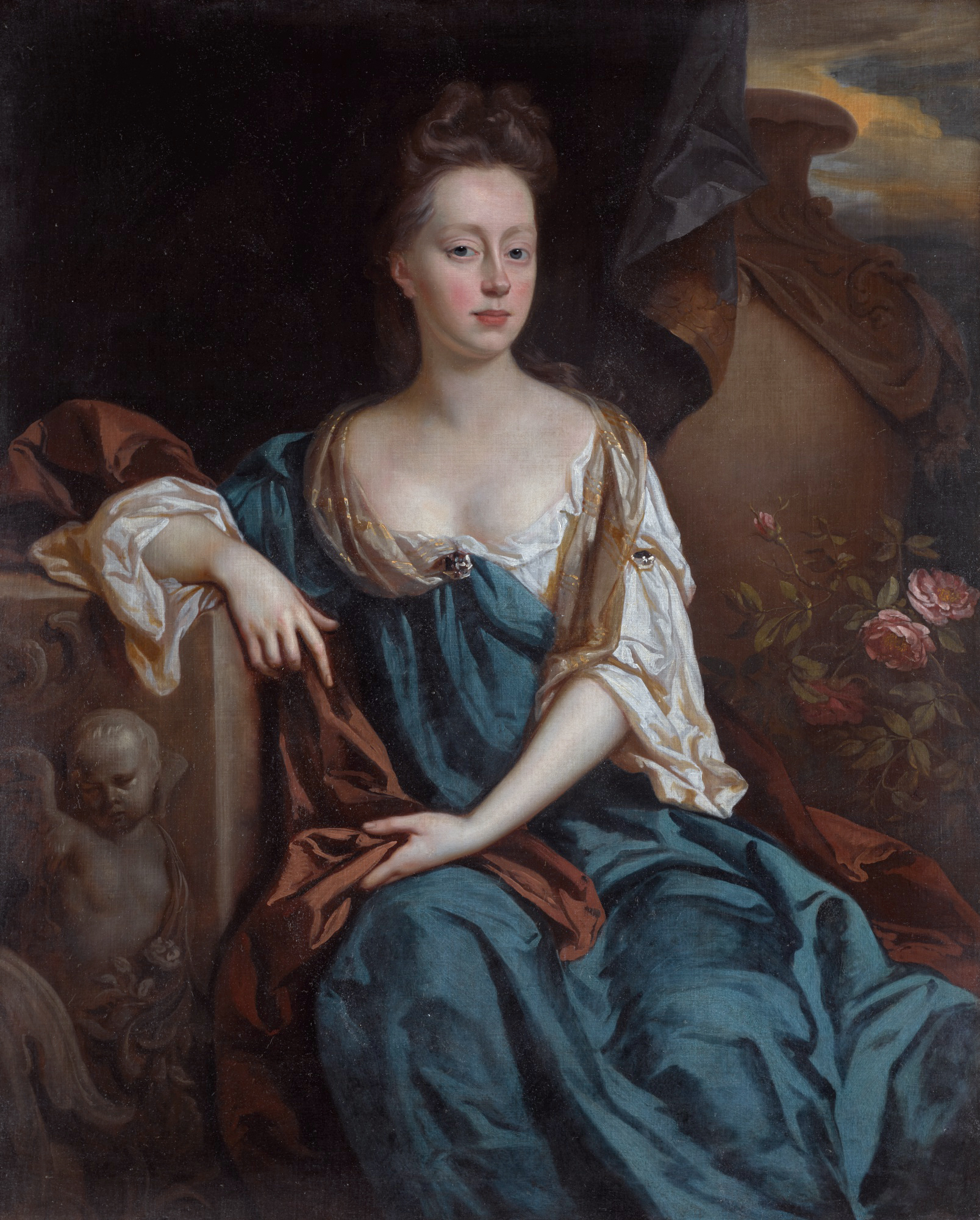
Alice Brownlow, née Sherard (1659–1721) par John Riley

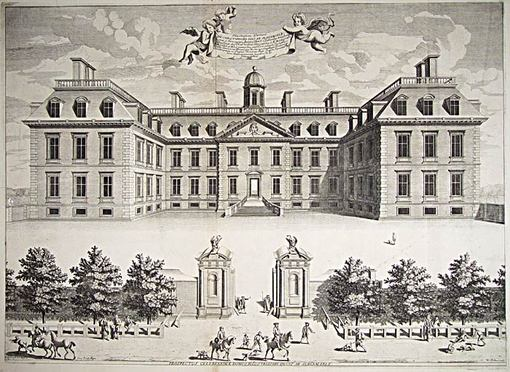
Clarendon House, Londres, dessinée par Roger Pratt, fut source d'inspiration pour Belton House. Clarendon House est dans le même style, quoique moins baroque dans l'ornement, que Vaux-le-Vicomte, construit en France quelques années plus tôt.

La famille Brownlow, avocats de père en fils, commencent à acheter des terres autour de Belton peu après 1598. En 1609, ils acquièrent la réversion du manoir de Belton qui appartenait alors à la famille Pakenham, laquelle finit par vendre le manoir en 1619 à Sir John Brownlow, 1er baronnet de Belton .L'ancienne demeure était située près de l'église dans le jardin de l'actuel demeure, et fut inoccupée car la famille préférait habiter ailleurs. John Brownlow se marie avec une héritière mais demeure sans enfants. Il se lie d'affection avec des membres de sa famille lointaine: un petit neveu, lui aussi appelé John Brownlow, et une petite nièce, Alice Sherard. Ces deux cousins se marient en 1676 à l'âge de 16 ans ; 3 ans plus tard, ils héritent des biens Brownlow, ainsi que d'un revenu de 9 000 livres par an (ce qui représente 1,39 million de livres aujourd'hui) et 20 000 livres en cash (3,08 millions) (9). Ils achètent immédiatement une maison de ville dans le quartier nouvellement à la mode de Southampton Square à Bloomsbury, et décident de construire une nouvelle demeure à Belton.
Les travaux commencent en 1685. On pense que l'architecte du design initial était William Winde, bien que la construction ait aussi été attribuée à Sir Christopher Wren, alors que d'autres pensent que le design est tellement similaire à celui de Roger Pratt pour Clarendon House à Londres que cela pourrait être le travail de n'importe quel dessinateur de talent. L'hypothèse retenue aujourd'hui (que Winde était l'architecte), se base sur la similarité stylistique entre Belton et l'abbaye de Coombe, qui a été rénovée par Winde entre 1682 et 1685. Une lettre de 1690, dans laquelle Winde recommande un plâtrier qui a travaillé à Belton pour un de ses clients, est une preuve supplémentaire .
Quel que soit l'architecte, Belton suit de manière précise le dessin et le style de Clarendon House, achevée en 1667. Cette grande demeure londonienne (démolie vers 1683) était l'une des habitations les plus admirées de l'époque, pour « son élégante symétrie et son style assuré et de bon goût ».

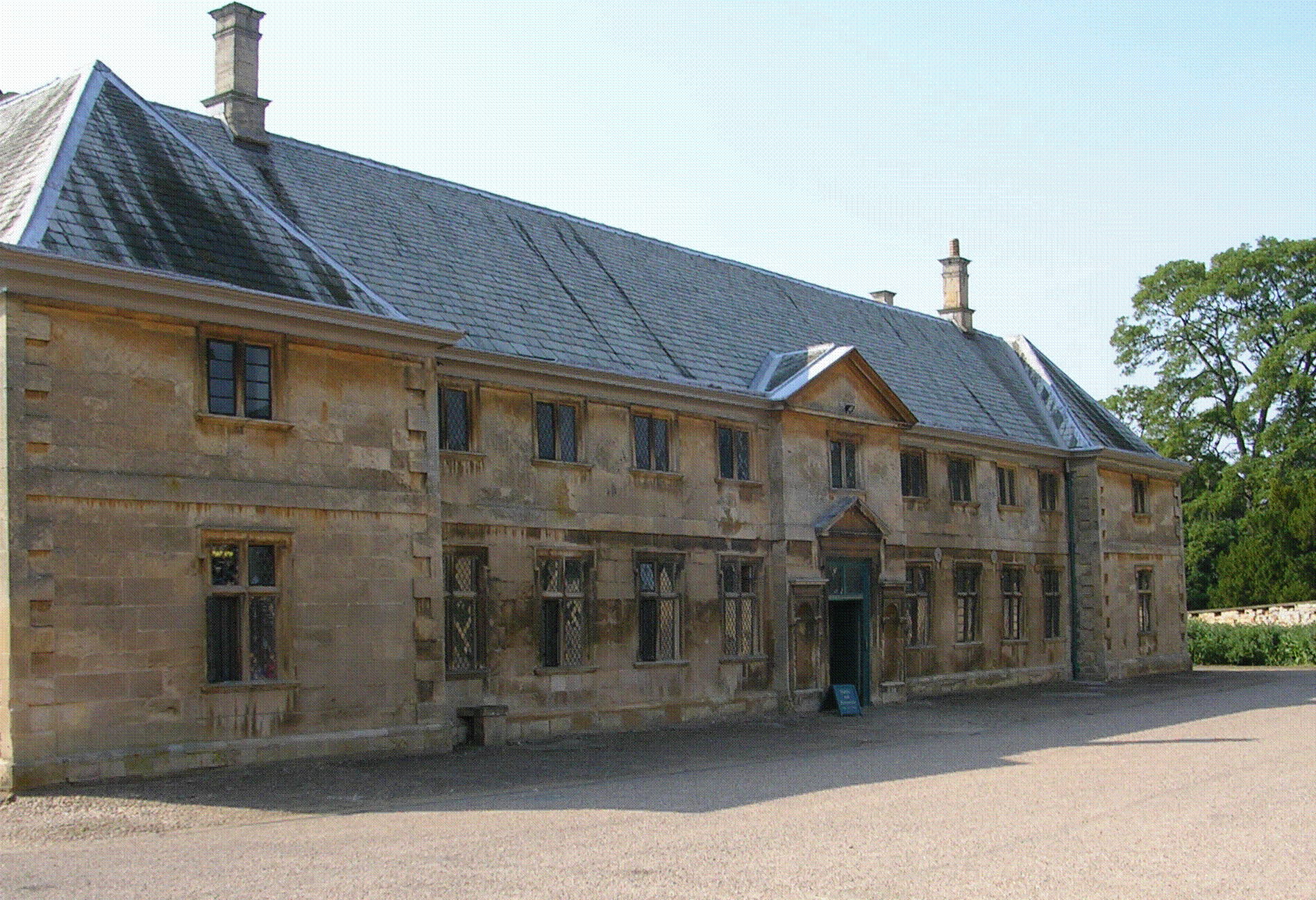
Les écuries du XVIIe siècle de Belton House sont l'œuvre de William Stanton, l'architecture étant moins belle que la maison principale

John Summerson décrit Clarendon House comme « la maison qui a eu le plus d'influence sur ceux qui avaient pour but la grandeur » et Belton comme « le meilleur exemple de sa classe ». John et Alice Brownlow ont réuni les meilleurs ouvriers de l'époque pour le projet. L'équipe est supervisé par le maître maçon William Stanton. Son second, John Thompson, a déjà travaillé avec Sir Christopher Wren dans plusieurs églises londoniennes ; le menuisier en chef, John Sturges, a participé à la construction de Chatsworth House sous les ordres de William Talman. Le ferronnier John Warren a travaillé avec Stanton à Denham Place, Buckinghamshire, et les belles portes en fer forgé à motif renversé à Belton sont sans doute son œuvre. Les ouvriers de Belton étaient si compétents que Winde n'aurait peut-être rien fait de plus que de fournir les premiers plans et dessins, laissant leur interprétation aux ouvriers du site. Cette théorie peut être prouvée par l'apparence extérieure des écuries : plus provinciales, moins magistrales, elles pourraient être l'œuvre de Stanton uniquement.

## Architecture

### Ethos

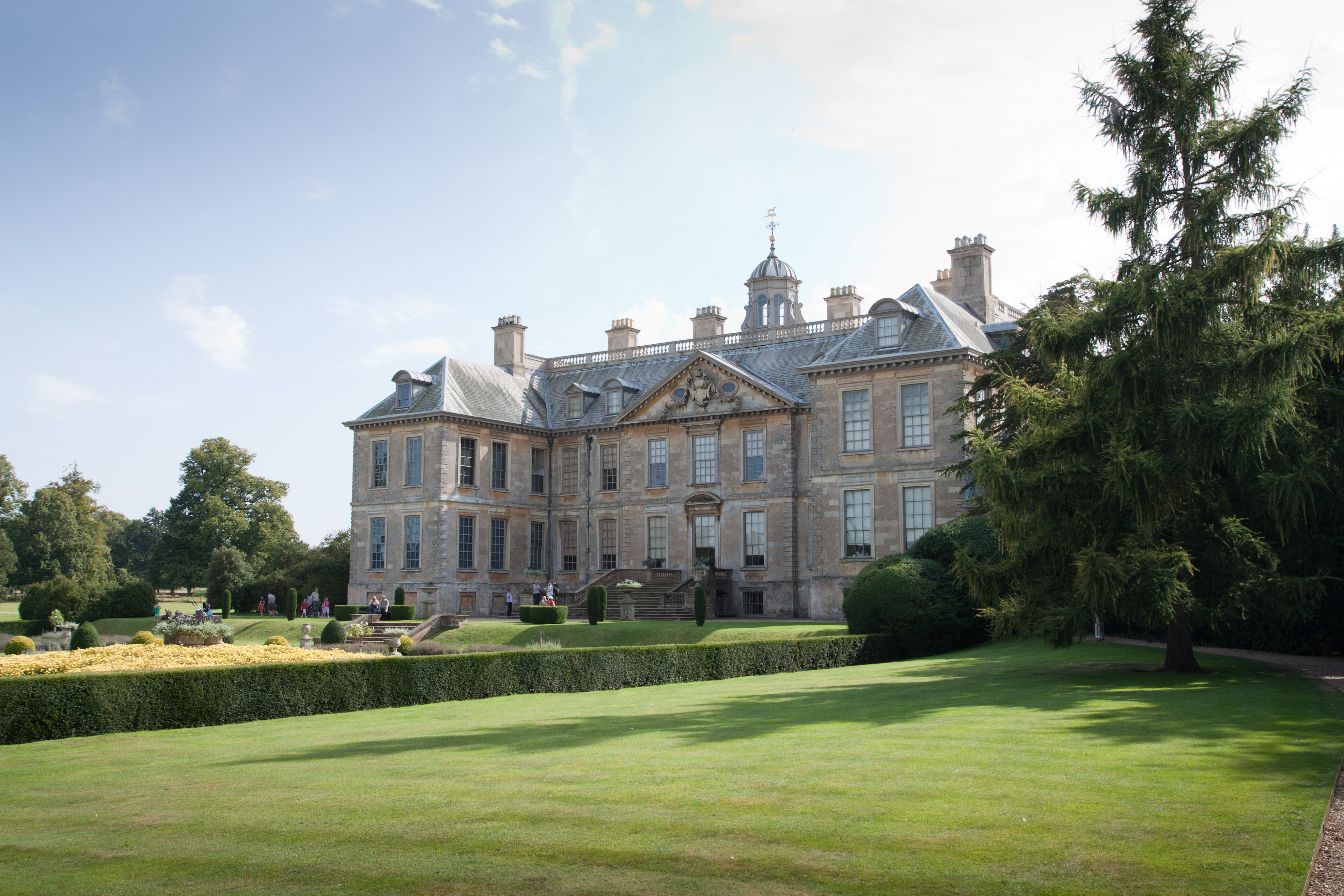
Façade Nord. Les pièces doubles du XVIIe siècle permettent une plus grande symétrie entre les façades, et à la maison d'être plus compacte.

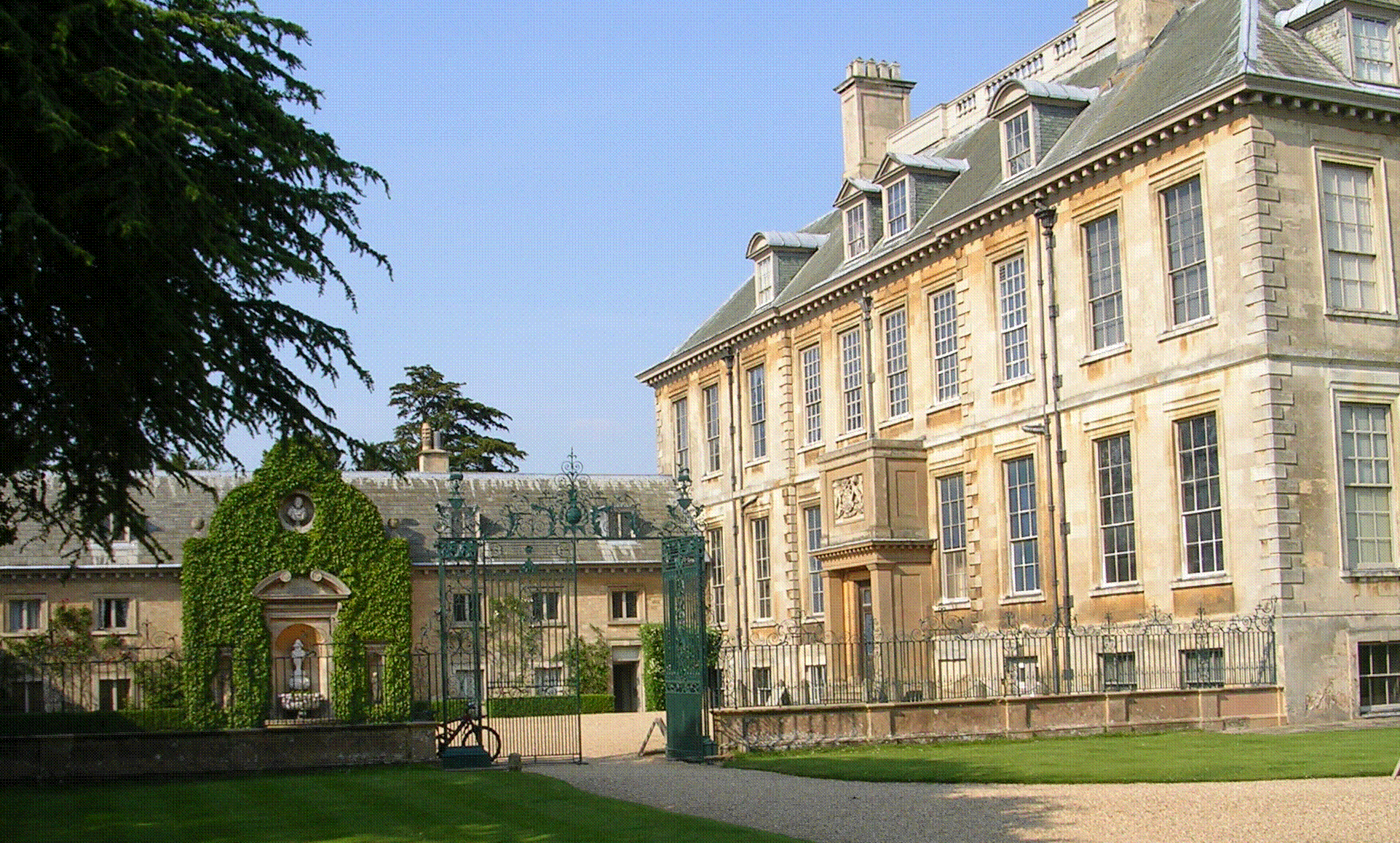
Façade Ouest. Beaucoup de fenêtres sont des trompe-l’œil (voir le plan ci-dessous), placées ainsi pour l'effet de symétrie. Le portail baroque en fer forgé (peut-être fait par John Warren), ferme la cour entre les écuries et la maison, créant une cour d'honneur à l'entrée Ouest de la maison (C sur le plan ci-contre).

L'approche de la maison par la cour de l'entrée Ouest (C sur le plan ci-contre). C'est cette entrée qui aurait été la plus utilisée par la famille, dont les appartements privés se situaient dans l'aile Ouest. La tour de l'horloge est placée sur le même axe que la coupole au-dessus de la maison.

En Angleterre, la fin du XVIIe siècle a été synonyme de grands progrès dans la conception architecturale. Après les années austères du Commonwealth, le développement et l’épanouissement de l'architecture et des arts commence après la restauration de la monarchie en 1660. Les exilés royalistes et les jeunes hommes de riche familles qui effectuent le Grand Tour reviennent avec de nouvelles idées, qui sont souvent des variations extravagantes du classicisme. Pour l’Angleterre, c'est ainsi que commence l'ère Baroque. La nouvelle générations des architectes, tels que Roger Pratt, John Webb, et Sir Christopher Wren, ne fut pas seulement les créateurs de vastes édifices d'inspiration Renaissance, mais aussi les rénovateurs d'anciennes maisons. Par exemple, la maison Coleshill dans le Berkshire voit son grand hall médiéval transformé par Pratt en un hall d'entrée d'inspiration classique avec un escalier impérial. Les grands halls sont maintenant considérés comme démodés : les employeurs veulent vivre séparément des domestiques, et ne plus manger avec eux dans une seule et même pièce. Les odeurs, les aliments, et les serviteurs sont bannis des parties principales de la maison. Les propriétaires vivent maintenant dans de grandes pièces aérées, situés à l'étage, séparés de celles de leurs domestiques, qui sont confinés - sauf pendant leurs heures de service- dans des espaces prévus pour eux, souvent situés au rez-de-chaussée, au sous-sol ou dans les combles. Cette période est synonyme de grands changements sociétaux pour l'histoire britannique, et la société éduquée s'enorgueillit d'être élégante et éclairée.
Belton a été conçue à l'époque d'une architecture sobre à l'inspiration presque palladienne, très peu de temps avant l'émergence du baroque ornementé en Angleterre. Les formes des maisons de ce style sont sévères, symétriques, souvent rectangulaires, avec un fronton sur les baies centrales. Ce concept assez rigide influence la conception d’innombrables maisons, dont Belton. Plus tard connu sous le nom de style caroléen (de Carolus, le nom latin du monarque Charles II), il remporte l'adhésion de la petite aristocratie et la gentry pour leurs maisons de villes et de campagne, même bien après la mort de Charles II.
Pour la façade de Belton, la pierre locale d'Ancaster est utilisée, et y est adjointe une pierre plus claire en provenance de Ketton pour les chaînes d'angle. Le plan en H était devenu populaire à la fin de la période élisabéthaine. Cependant, depuis la fin du XVIe siècle, l'architecture domestique s'était progressivement éloigné des premiers plans en H présentant une seule pièce profonde, comme celle de Montacute House. La nouvelle disposition veut que les pièces soient séparées, dos à dos, créant une maison à deux pièces. Cette disposition est connue sous le nom de "double pile". Comme à Belton, cela permet aux pièces d'être non seulement mieux éclairées et mieux chauffées, mais également d'être plus accessibles en étant plus reliées les unes aux autres, tout en gardant l'avantage essentiel d'une intimité plus grande. Les doubles pièces permettent une construction plus compacte, sous une toit plus facilement construit, et donc faisant baisser les coûts.

### Design
L'agencement des pièces de Belton était passé de mode pour l'époque. Après la Restauration et l'afflux d'innovations européennes, la mode continentale fut adoptée: elle consiste en une suite de pièces composée d'un vestibule, d'une antichambre et d'une chambre à coucher réparties de part et d'autre d'un salon central ou d'un hall. Ces pièces étaient réservées en permanence pour les invités de haut rang, comme les monarques en visite. Alors même que Belton a bien un salon en son centre, les enfilades de pièces de taille décroissante n'y sont pas directement accolées. La raison possible de cette disposition inhabituelle est que bien que les Brownlow soient une famille riche, leur titre de noblesse n'est qu'une baronnie et leur fortune a à peine un siècle. Ils sont perçus comme appartenant à la gentry, pas à l'aristocratie. En conséquence, la construction d'une suite de pièces uniquement réservées à un invité royal n'aurait que peu servie. Cependant, cette absence d'appartements couplée au manque de références sociales des Brownlow n'empêchent pas une visite du roi Guillaume III dans la demeure nouvellement achevée en 1695. Le roi occupe alors la "meilleure chambre", une grande chambre avec placard attenant, juste au-dessus du salon, qui donnait directement sur la grande salle à manger du deuxième étage.
Cette conception suit l'ancien style qui consiste à avoir des salles de réception et des chambres réparties sur deux étages principaux. La disposition utilisée suit la théorie de Roger Pratt selon laquelle les chambres des invités et celles de la famille devaient être si possible séparées. En conséquence la famille occupe les pièces des premier et second étages, dans les ailes Est et Ouest. Le grand escalier, grandiose et imposant, était placé du côté Est, et était un passage obligé pour les invités pour passer du hall et salon du premier étage jusqu'à la salle à manger principale et la chambre à coucher du deuxième étage.
Le hall d'entrée principale, les salles de réceptions et les chambres à coucher familiales étaient situées au rez-de-chaussée et au premier étage au-dessus d'un sous-sol semi-enterré contenant les pièces des serviteurs. Les deux entrées principales du manoir situées au centre des façades Nord et Sud sont accessibles via des escaliers externes. À l'origine, du côté Sud l'escalier était composé d'une double volée et du côté Nord d'une étroite volée, mais chacun a été remplacé depuis par une seule large volée de marches
Les deux premiers étages ont un fenestrage assorti, de même valeur. Des fenêtres à guillotine ont été installées, ce qui constituent la dernière innovation. Le sous-sol semi-enterré et les combles mansardées ont des fenêtres plus anciennes à meneaux et à traverses, ce qui indique le statut inférieur des occupants de ces étages. Cela souligne clairement que les deux étages principaux sont réservés à la famille et aux invités, alors que les zones des serviteurs sont limitées au sous-sol et au grenier. Le fait de garder le monde des domestiques hors de vue (quand ils ne sont pas sollicités) est relativement nouveau et a été mis en exergue par Pratt lors de la conception de Coleshill House dans le Berkshire. Le critique contemporain Roger North, loue l'utilisation des escaliers de derrière (5 et 14 sur le plan), une des inventions les plus importantes de son époque 
.

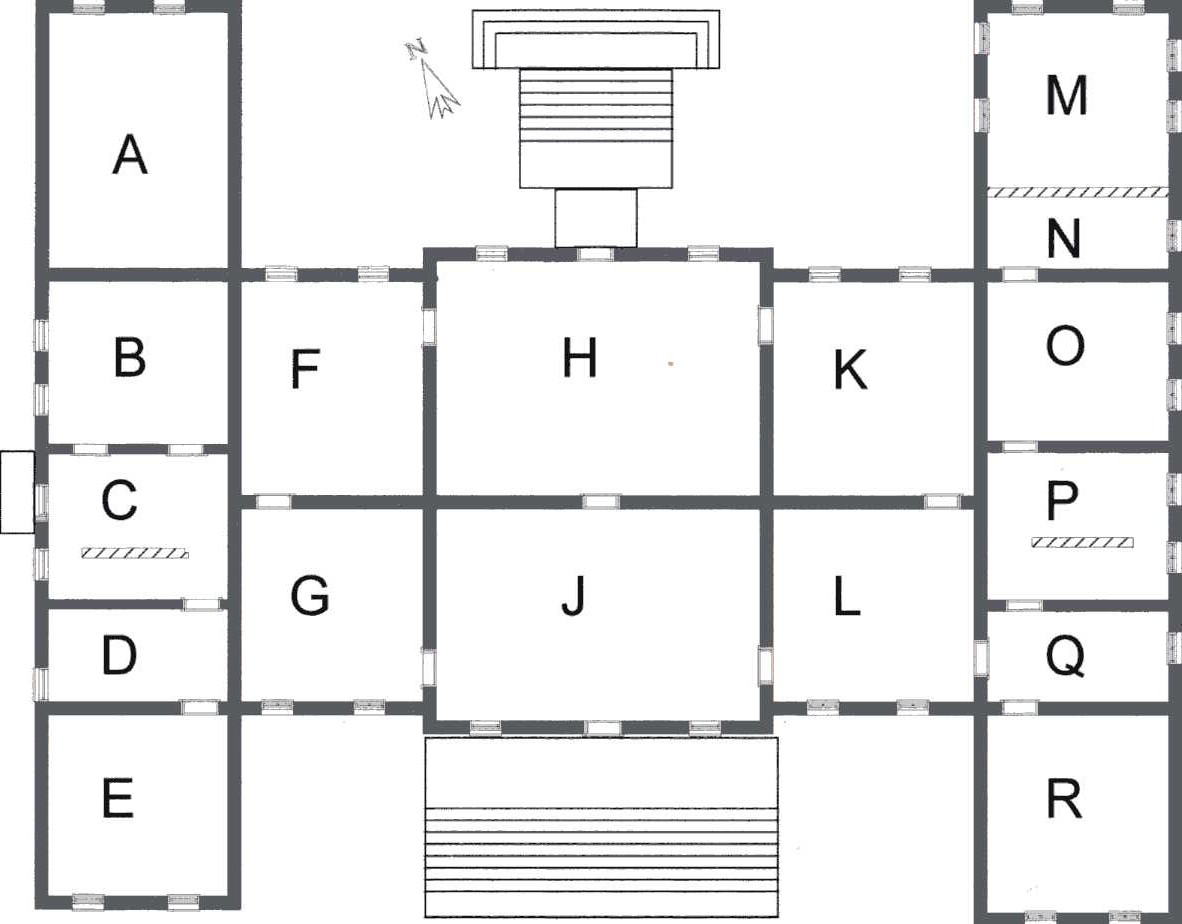
Plan de Belton House. Veuillez noter que ce plan n'est pas à l'échelle. A: Étage supérieur de la cuisine (ou Salle Hondecoeter). B: Salle des Services (ou Salle du Petit Déjeuner). C: Escalier arrière et Entrée Est. D: Placard. E: Salle de classe. F: Boudoir Rouge. G: Petit Parloir (ou Salle de la Tapisserie). H: Salon. J: Marble Hall. K: Salle Tyrconnel. L: Grand Escalier. M: Chapelle, second étage. N: Chapelle et boudoir. O: Escalier arrière et Entrée Est. P: Placard à réserves. R: Chambre à coucher, ou Salle Bleue;.

La pièce principale est la grande salle de marbre (1), au centre de la façade sud; ce Marble Hall est début d'une enfilade de pièces, et correspond en symétrie à l'ancien Grand Parloir ou Salon (9) de la façade Nord. Le Marble Hall est mitoyen avec l'ancien Petit Parloir (11, transformé maintenant en Salle de la Tapisserie), au Grand Escalier (2), tandis que le Salon est flanqué de deux vestibules (8,10). Les chambres à coucher sont disposées en suites individuelles sur les deux étages des deux ailes (3, etc.) desservies par le centre de la maison. L'escalier principal, situé sur un côté de la grande salle de marbre, est l'un des seuls éléments non symétriques à Belton. Il a un plafond en plâtre robuste qui contient le sceau des Brownlow, créé par le plâtrier Edward Goudge, "le meilleur maître en Angleterre dans sa profession", selon William Winde en 1690.
Les besoins corporels et spirituels étaient comblés de façon symétriques dans la demeure: la cuisine (16) et la chapelle (7) consistaient toutes deux en deux larges salles à deux étages, s'élevant du sous-sol au premier étage. Cette conception offrait non seulement un espace grand et élevé, mais permettait également aux domestiques de prier dans la chapelle sans quitter l'étage de service, tandis que leurs employeurs assistaient aux services depuis une galerie privée avec cheminée donnant sur la chapelle au premier étage.
L'une des caractéristiques les plus exemplaires du style Restauration est la balustrade et la coupole surmontant le toit, un autre élément introduit par l'architecte anglais Roger Pratt. La coupole de Belton n'éclaire pas un dôme, comme c'est souvent le cas en Europe, mais abrite un escalier qui donne accès à une grande plate-forme d'observation au sommet du toit en plomb, dissimulée depuis le sol par la balustrade qui surmonte le toit arrondi, plus conventionnel et plus visible. De ce point de vue, les propriétaires de Belton peuvent admirer la symétrie parfaite de leur allées et les jardins à la française tout autour de la maison. Cet élément fut enlevé par l'architecte James Wyatt quand il modernisa la maison au XVIIIe siècle, puis restauré dans sa forme originale dans les années 1870 par le troisième conte Brownlow.

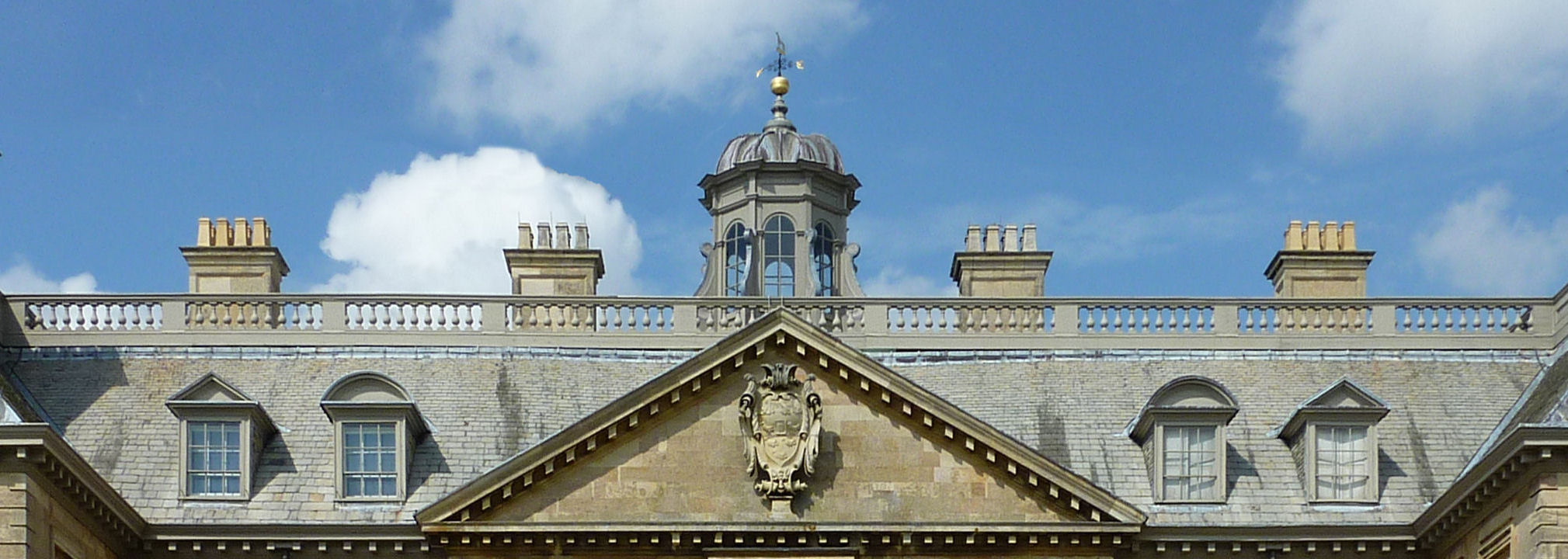
Le toit : belvédère et coupole.

## Intérieur et mobilier

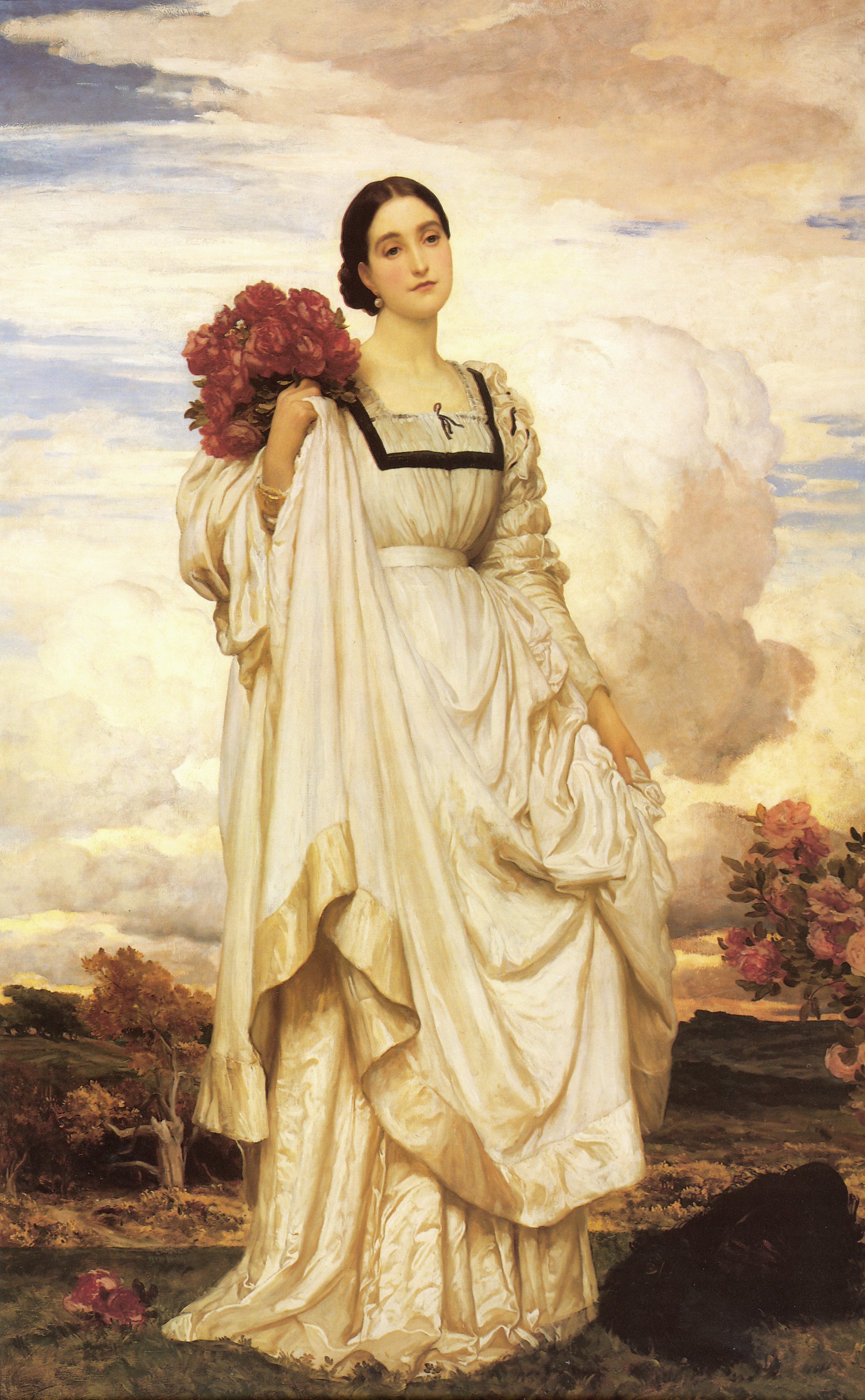
Adelaïde, épouse d'Adelbert Brownlow-Cust, troisième comte Brownlow. Ils ont restauré beaucoup d'éléments datant de la Restauration à Belton, et sont les auteurs de l’agencement intérieur tel qu'il apparaît aujourd’hui. Les Brownlow étaient membres d'un salon réservés aux aristocrates esthètes, The Souls. Ce portrait réalisé par Frederick Leighton est accroché au-dessus des escaliers à Belton.

Certaines des nombreuses pièces de Belton ont été modifiées en 300 ans, ou bien leur usage a changé. Une des pièces principales, le Marble Hall (1), la plus grande des salles de réception, sert d'entrée à la façade sud, et tire son nom d'un sol en damier de carreaux de marbre noirs et blancs. À l'époque de la conception de Belton, le grand hall n'était plus une salle à manger pour la maisonnée, mais était prévu pour être la grande entrée de la maison. 28 portraits de rois, reines et empereurs, allant de Guillaume le Conquérant jusqu'à Guillaume III étaient accrochés sur les murs du hall, pour lui donner une atmosphère royale. Les portraits de la famille Brownlow, plus nombreux et plus récents, étaient accrochés dans la Grande Salle à manger juste au-dessus. La pièce est entièrement lambrissée, et certains lambris contiennent des ornements en bois de tilleul attribués à Grinling Gibbons. Au début du XIXe siècle, cette pièce et quelques autres furent redécorées par Jeffry Wyatville, qui a grainé et repeint les lambris pour imiter le chêne, et a installé de nouvelles portes.
La seconde des principales salles de réception, le Salon (9), s'ouvre depuis le Marble Hall. Cette grande pièce lambrissée offre une vue axiale sur les allées des jardins orientés au nord. D'abord connue sous l’appellation "Grand Parloir", elle a toujours été la salle de réception principale de la maison. Elle conserve sa cheminée d'origine en marbre et a un plafond en plâtre orné, une copie victorienne du plafond d'origine fait par le plâtrier Edward Goudge. La pièce maîtresse de la pièce est un grand tapis d'Aubusson fabriqué en 1839 pour le premier comte Brownlow.
De part et d'autre du Salon se trouvent deux petits boudoirs (8, 10), qui auraient servi à l'origine d'antichambres, moins exposées aux activités publiques qui auraient pris place dans le Marble Hall et le Salon. Une de ces pièces, appelée la Salle Tyrconnel (10), fut transformée en pièce à vivre ou chambre pendant la vie de Lord Tyrconnel, dans l'objectif de créer une suite baroque à la mode au premier étage. Après sa mort en 1754, cette pièce devient une salle de billard, jusqu'à ce que le troisième comte Brownlow la redécore un siècle plus tard. Fait inhabituel, le sol est peint avec les armes et l'écusson de la famille. La date à laquelle le sol a été fait n'est pas connue, mais le début du XIXe siècle est une hypothèse retenue.
La dernière grande salle de réception au premier étage est la salle Hondecoeter (16), ainsi nommée en raison des trois immenses peintures à l'huile de Melchior d'Hondecoeter (1636-1695), représentant des oiseaux dans des cours intérieures, intégrées aux lambris néo-caroléen. Le lambris a été ajouté par le troisième comte de Brownlow en 1876, lorsque la pièce fut transformée pour être la salle à manger principale du manoir. En 1808, cette pièce devait normalement devenir la bibliothèque à partir de la partie supérieure de l'ancienne cuisine.

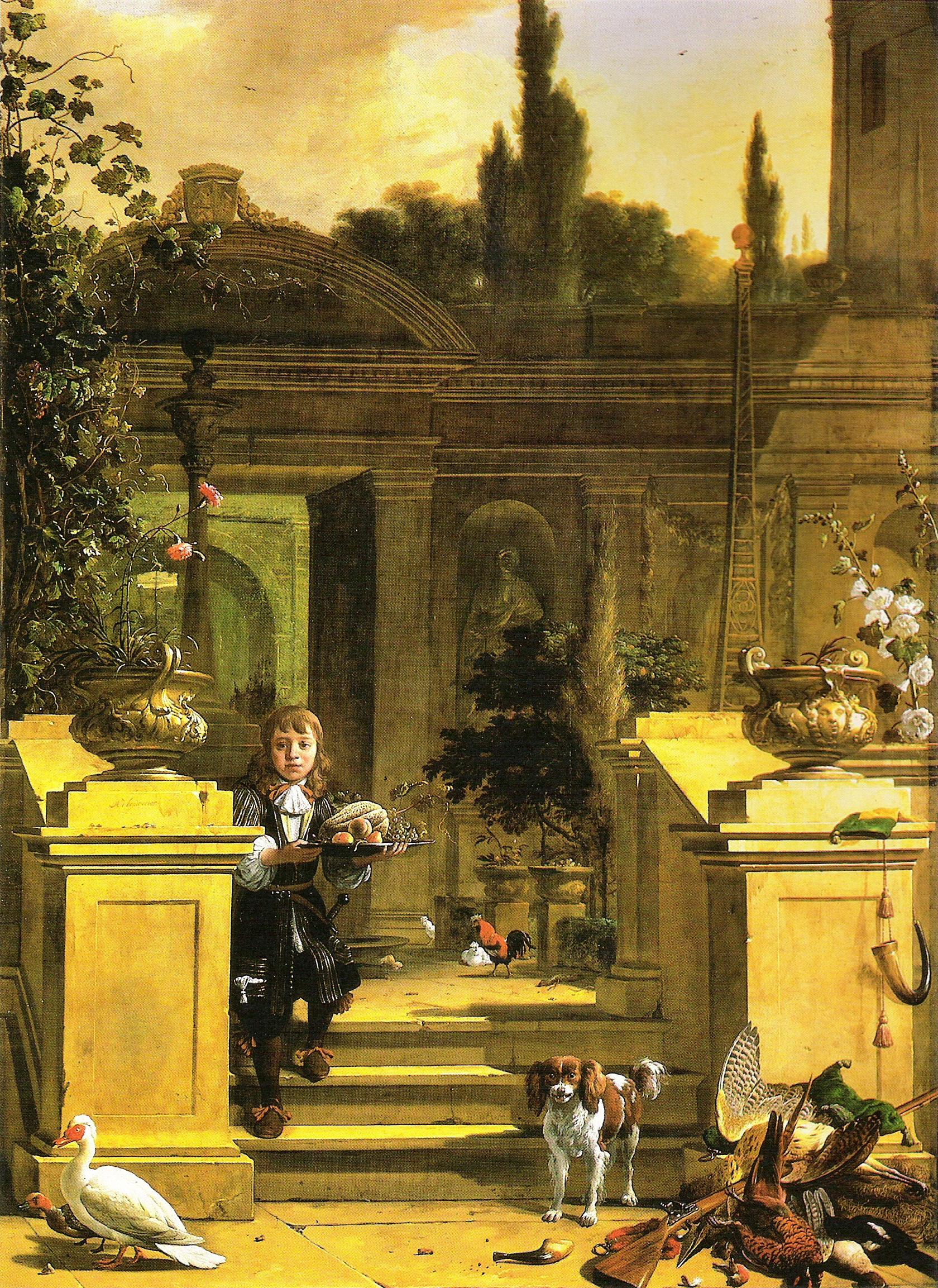
L'une des trois grandes toiles de Melchior d'Hondecoeter dans la salle portant son nom à Belton House. Les peintures ont été achetées en 1873 par le troisième comte Brownlow. Elles avaient déjà été coupées pour être adaptés à leur ancien encadrement. Il n'y avait pas assez d'espace pour la quatrième toile de l'ensemble, qui est aujourd’hui conservée aux États-Unis

Les escaliers Ouest (14) étaient au départ des escaliers de service, dont le décor aurait été très simple, mais à la fin du XIXe siècle, il était régulièrement utilisé par la famille.
De chaque côté de Marble Hall se trouvent le Grand Escalier (2) et la salle des Tapisseries (11), qui contient une collection de tapisseries Mortlake du début du XVIIIe siècle. Le Grand Escalier à l'est de Marble Hall est inhabituellement placé à Belton: on s'attendrait à trouver l'escalier dans le hall pour une maison de cette époque. L'Escalier se répartit en trois volées autour des murs Ouest, Nord et Sud jusqu'à la Grande Salle à Manger au-dessus de Marble Hall. L'escalier servait ainsi de lien, créant un espace de procession entre les trois salles de réception principales du manoir.
La Grande Salle à Manger (ou Bibliothèque aujourd’hui), a été considérablement modifiée et toutes les décorations de style caroléen furent enlevés, d'abord par James Wyatt en 1778 quand il la transforma en parloir avec un plafond en voûte, puis plus tard en 1876, quand elle fut transformée en bibliothèque. La pièce contient environ 6000 volumes, ce qui représente un bel exemple d'une collection amassée sur 350 ans. Quand Lord Tyrconnel meurt en 1754, un inventaire de sa bibliothèque a permis d'identifier environ 2 300 livres. Presque tous sont encore conservé dans la bibliothèque encore aujourd'hui. Rupert Gunnis a attribué à Sir Richard Westmacott la cheminée sculptée en marbre représentant deux déesses romaines
Après la Bibliothèque, se trouve la Chambre de la Reine, ou "meilleure chambre". Cette pièce lambrissée a été redécorée en 1841 pour la visite de la reine Adélaïde, veuve de Guillaume IV, quand elle revint à sa première fonction de chambre à coucher. Elle contient le grand lit à baldaquin de style rococo dans lequel la Reine a dormi, avec le monogramme "AR" (Adelaide Regina) brodé sur la tête de lit.
Les autres pièces du second étages sont pour la plupart des chambres à couchers, dont la Chambre Chinoise (juste au-dessus de la salle Tyrconnel) avec son papier peint chinois peint à la main datant du XVIIIe siècle, la Chambre Jaune (juste au-dessus de la Chambre Bleue) et la Chambre Windsor (au-dessus de la Salle de Classe). Cette dernière est appelée ainsi en raison de la visite du roi Edouard VII d'Angleterre, qui redevint le duc de Windsor après l'abdication de 1936. Edouard visite Belton dans les années 1930 avec sa maîtresse Wallis Simpson ; le sixième comte Brownlow étant très impliqué dans la crise en raison de son rôle de gentilhomme de service auprès du roi. Une exposition permanente est dédiée aujourd'hui a cet événement. Un autre visiteur royal, Charles, prince de Galles, a également dormi dans cette chambre lorsqu'il était cadet à la base RAF toute proche de Cranwell.

## Parc et jardins

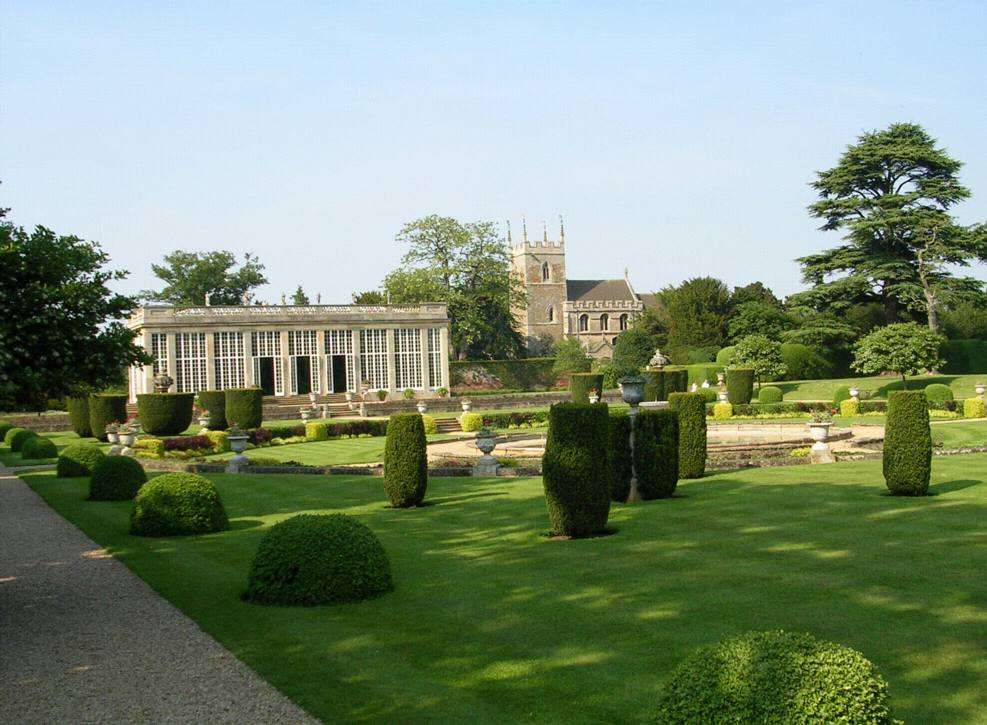
Le jardin "à l'italienne", l'Orangerie et l'église. Le jardin à l'italienne et l'Orangerie ont été conçus par Jeffry Wyatville au début du XIXe siècle. L'église contient les tombes des familles Brownlow et Cust.

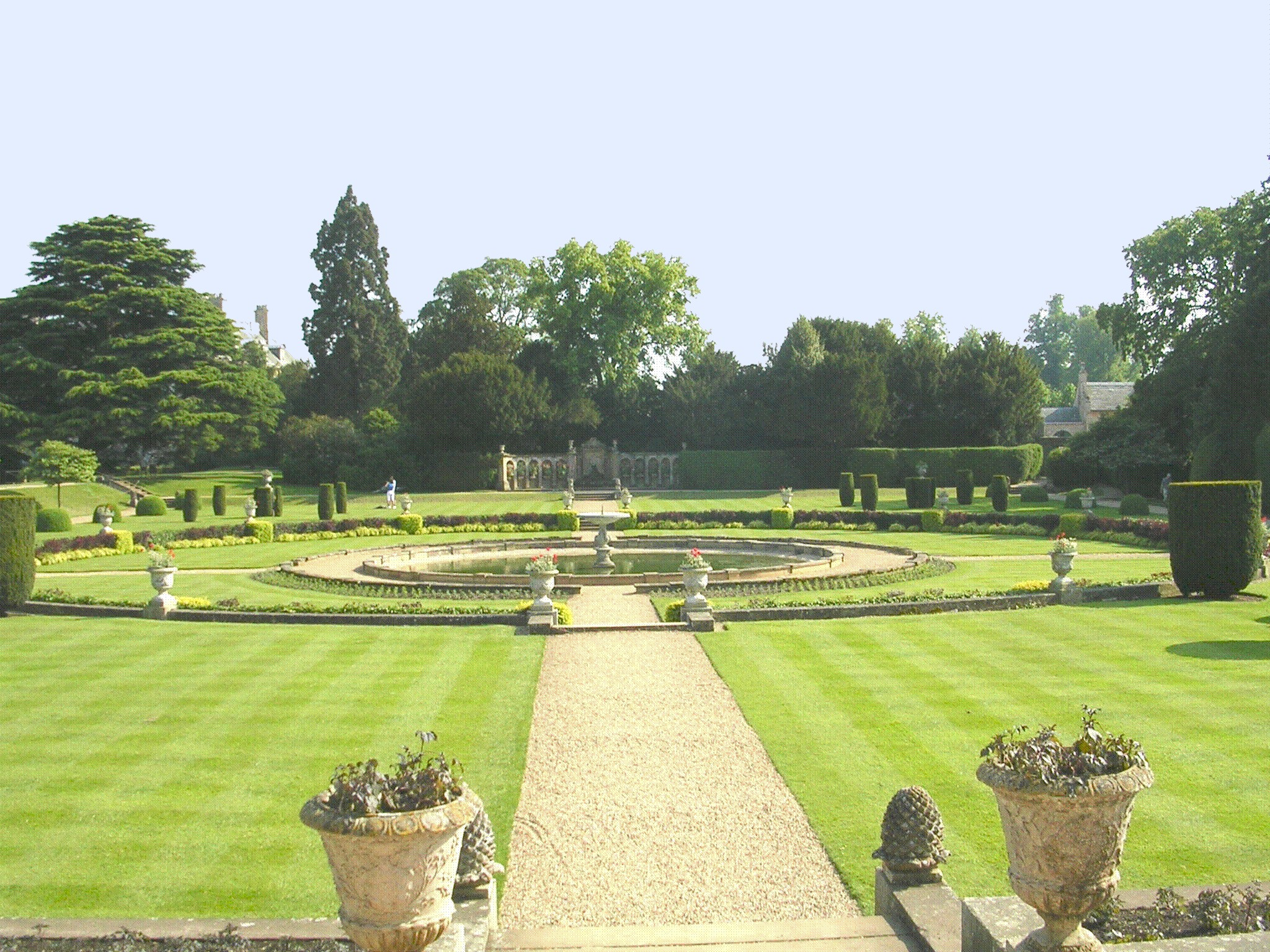
Le jardin à l'italienne depuis l'Orangerie, vue depuis la statue du Lion, un écran semi-circulaire, conçu par Jeffry Wyatville

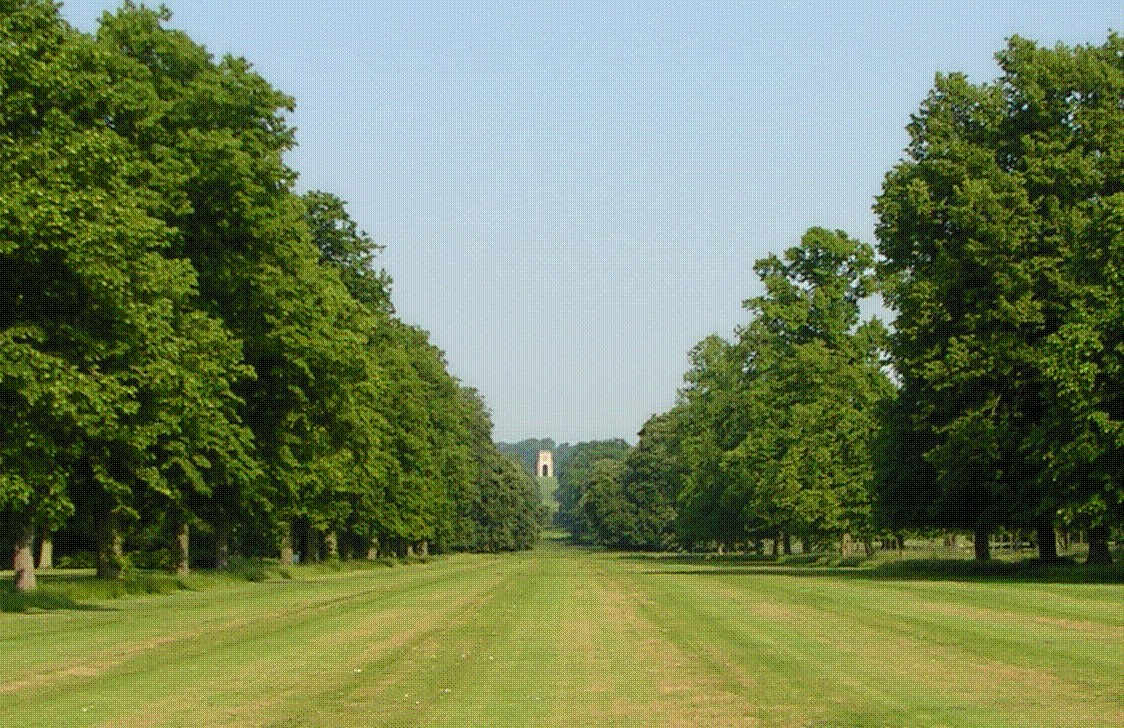
Vue prise du côté Est de la maison, axiale sur l'Allée Est et les jardins jusqu'à la Tour Belmont du Vicomte Tyrconnel, un belvédère construit vers 1750. Pendant la Première Guerre mondiale, le parc de Belton abritait les Machine Gun Corps, et pendant la Seconde Guerre mondiale, la Royal Air Force a pris ses quartiers dans le parc.

En 1690, Sir John Brownlow obtient l'autorisation d'enclore une superficie de 1 000 acres (4 km²) pour y faire un parc, avec permis d'y garder des cerfs. Il y a des preuves suggérant qu'une partie de cette zone était un parc depuis au moins 1580. Le parc était aménagé avec des allées, y compris l'allée Est qui existe encore aujourd’hui. Brownlow avait aussi un grand étang, ou un lac, 21400 frênes, 9500 chênes et 614 arbres fruitiers. On pense que William Winde aurait pu donner des conseils sur l'aménagement des jardins. Plus près de la maison se trouvent des jardins plus organisés, comprenant des étangs et des canaux bordés de plantations, des promenades symétriques rassemblant des "ronds-points" (des espaces circulaires dans un jardin d'où partent des multiples sentiers), introduit par le jardinier paysagiste André Le Nôtre. À la fin du XVIIIe siècle, ces parterres ont été modifiés et les canaux et étangs remblayés.
Le frère de Sir John Brownlow lui a succédé, et a permis à sa veuve, Alice, de rester loger au manoir. Elle passe le restant de ses jours à marier avantageusement ses filles. À sa mort en 1721, la maison est transmise au neveu de son mari (donc son beau-fils), Sir John Brownlow III (fait plus tard Vicomte Tyrconnel). Tyrconnel, un dilettante sans grand intellect, était l'auteur de bon nombre de caractéristiques architecturales qui subsistent aujourd’hui dans le parc et les jardins. Entre 1742 et 1751, une série de folies, dont des ruines gothiques, une cascade, un belvédère appelé la Tour Belmont furent construits pour lui. La Tour avait deux ailes adjacentes, aujourd’hui disparues.
John Cust, le premier comte de Brownlow et propriétaire de Belton House entre 1807 et 1853, charge l'architecte Anthony Salvin d'apporter des améliorations au domaine en 838. Les ajouts de Salvin comprennent un pub, des cottages, un ermitage et un hangar à bateaux .

## Époque contemporaine

### Époque des Cust
En 1754, Sir John Cust hérite de Belton : il est le fils de la propriétaire précédente, la sœur du vicomte Tyrconnel, veuve. Cust était un homme politique actif durant les années 1760, et son monument funéraire à Belton indique que son décès à l'âge de 51 ans est dû aux "fatigues inhabituelles de sa charge". Son héritier fut anobli en 1776 sous le titre de Lord Brownlow, et Belton reste aux mains des Lords suivants pendant 200 ans.
À la fin du XIXe siècle, le troisième comte de Brownlow dépense beaucoup d'argent et de temps à restaurer Belton, et par conséquent la maison voit l'aube du XXe siècle en bon état de conservation. Cependant, le XXe siècle devait avoir des conséquences graves pour Belton. Citons notamment l'introduction de l'impôt sur le revenu et les droits de successions, qui ont laissé les finances de la famille Brownlow sévèrement appauvries.
Au début de la Première Guerre mondiale, comme d'autres propriétaires britanniques, le troisième comte de Brownlow met sa maison et son parc au service du gouvernement pendant la guerre. Ce service est accepté, et de grands changements furent apportés, les plus drastiques depuis l'époque des folies construites par le Vicomte Tyrconnel. En août 1914, la maison et le parc ont été utilisés comme point de rassemblement pour la 11e division avant son déploiement. En 1915, le magasin d'armes et le terrain d'entraînement des Machine Gun Corps sont installés dans la zone sud du parc de Belton.
L'orientation du terrain à cet endroit, où la rivière Witham passe entre le calcaire du Lower Lincolshire et l'argile du Upper Lias, se prête au développement des champs de tir; sa proximité permet de bonnes communications via la Grande Route du Nord, la gare de Grantham et la ligne de chemin de fer de l'East Coast.
Le magasin fut fermé en 1919, le site nettoyé et les terres furent redonnées à Lord Brownlow en 1920. Il reste peu de signes du séjour des Machine Gun Corps dans le parc, mais des plaques commémoratives inscrites se suivent jusqu’à la porte Sud du parc de Belton jusqu'au centre-ville et jusqu'à l'allée nord de l'église paroissiale de Grantham. Ce fut le sujet d'un épisode de Time Team; saison 20, épisode 01, "The Forgotten Gunners of WWI".
Belton a de nouveau connu la réquisition en temps de guerre lors de la Seconde Guerre mondiale. À partir de 1942, une partie d'un régiment de la RAF était hébergé dans des cabanes Nissen dans le parc : cet endroit était appelé la "RAF Belton Park".

Les années qui suivent la Première Guerre mondiale mettent à rude épreuve un grand nombre de propriétaires terriens. Le personnel domestique, d'intérieur et d'extérieur, est une main d'œuvre rare, alors qu'elle était auparavant abondante et bon marché. Des millions d'hommes ont quitté le service des maîtres pour partir à la guerre et ne jamais revenir. Les femmes sont appelées dans les usines de guerre et réalisent qu'il y a des meilleures façons de gagner leur vie en dehors du service dans les grandes maisons de campagne. 

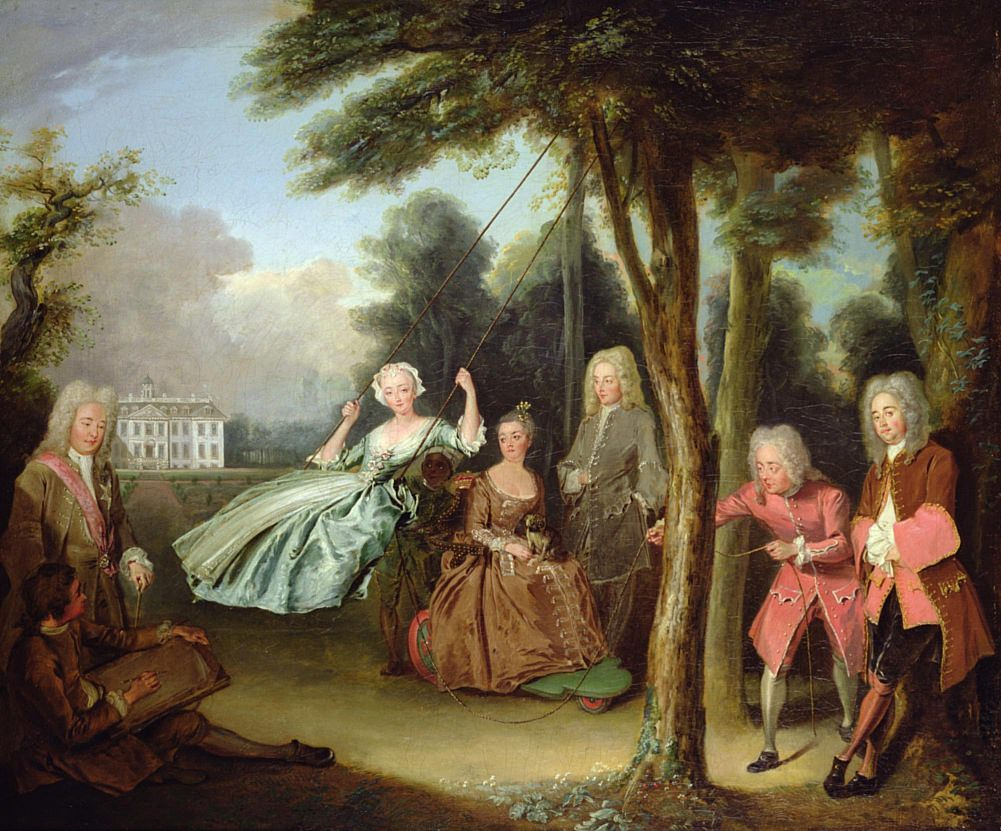
Cette peinture de Philippe Mercier datant de 1725 montre Lord Tyrconnel (à gauche) et sa femme (assise, car invalide), ainsi que la cousine de Lady Tyrconnel et son mari, devant la façade Sud. Le visage de l'artiste peut être aperçu en bas à gauche. C'était l'une des premières conversation piece en Angleterre.

Belton est restée relativement intacte durant cette période, grâce à la fortune certes défaillante des Brownlow. Le troisième comte de Brownlow et la comtesse ne vivent que quelques mois par an à Belton, pendant la période de chasse au renard, et passent le restant de l'année dans leurs maisons de Londres et Ashridge, une autre propriété de campagne dans le Hertfordshire. Ils ont hérité d'Ashridge, une énorme maison néo-gothique, via la famille Egerton au cours du XIXe siècle. Cette propriété a été vendue en même temps que ses mobiliers et collections d'art afin de payer les droits de succession après le décès du troisième comte de Brownlow en 1921. Belton devient ainsi la seule maison de campagne des Brownlow. D'autres droits de succession étaient à régler en 1927 après la mort du successeur du troisième comte, son cousin germain Adelbert Cust, cinquième baron Brownlow.
Au cours des périodes suivantes, nombreuses sont les maisons de campagnes d'importance architecturale à être démolies, ou à avoir des ailes entières rasées. Rien qu'en 1955, une maison était rasée tous les cinq jours. À cet égard, Belton a eu de la chance car en plus des problèmes financiers de la famille, son état s'est tellement détérioré qu'en 1961, le sixième baron emploie l'architecte Francis Johnson pour superviser un vaste programme de restauration sur 3 ans. Non seulement le toit a été réparé, mais une partie des lambris fut démontée et restaurée, et de nouvelles corniches ont été installées. Des tentatives furent entreprises pour limiter la progression de la pourriture sèche

### National Trust
Le septième Baron a tenté de conserver la maison et le domaine en l'ouvrant au public. Un terrain d'aventures a été construit dans la forêt attenante dans le but d'attirer les touristes et les familles. Cependant les difficultés financières sont trop grandes et en janvier 1984, il transfère la propriété de la maison, les jardins et une partie du mobilier au National Trust, une association à but non lucratif qui gère des sites historiques. Une vente aux enchères du mobilier gérée par Christie's se tient à Belton entre le 30 avril et le 2 mai 1984, divisé 1022 lots Le National Trust achète ensuite pour 8 millions de livres 1 317 acres (5,3 km²) de terrain attenant ainsi que le mobilier restant, avec un aide du National Heritage Memorial Fund.
Le Trust a rapidement édité un guide pour l'ouverture au public lors de la saison 1984. Une des priorité était l'ouverture d'un restaurant ce qui non seulement augmenterait les revenus du domaine, mais encouragerait les visiteurs à passer plus de temps à Belton, et à venir de plus loin. Bien que la maison, son contenu et ses dépendances aient été en bon état au moment de la cession de propriété, ils bénéficient maintenant d'un programme de conservation et de restauration. Au même moment le National Trust introduit de nouvelles fonctionnalités et attractions, telle qu'une exposition d'argenterie présentant la collection amassée par les Brownlow depuis 1698. D'autres revenus proviennent de l'utilisation de la propriété comme lieu de tournage, et comme location pour les mariages dans le Marble Hall. La maison apparaît dans l'adaptation de la BBC de Moondial en 1988, et sous les traits de Rosings Park dans le feuilleton de la BBC Orgueils et Préjugés tourné en 1995. En 2018, 422 682 visiteurs ont été accueillis à Belton.

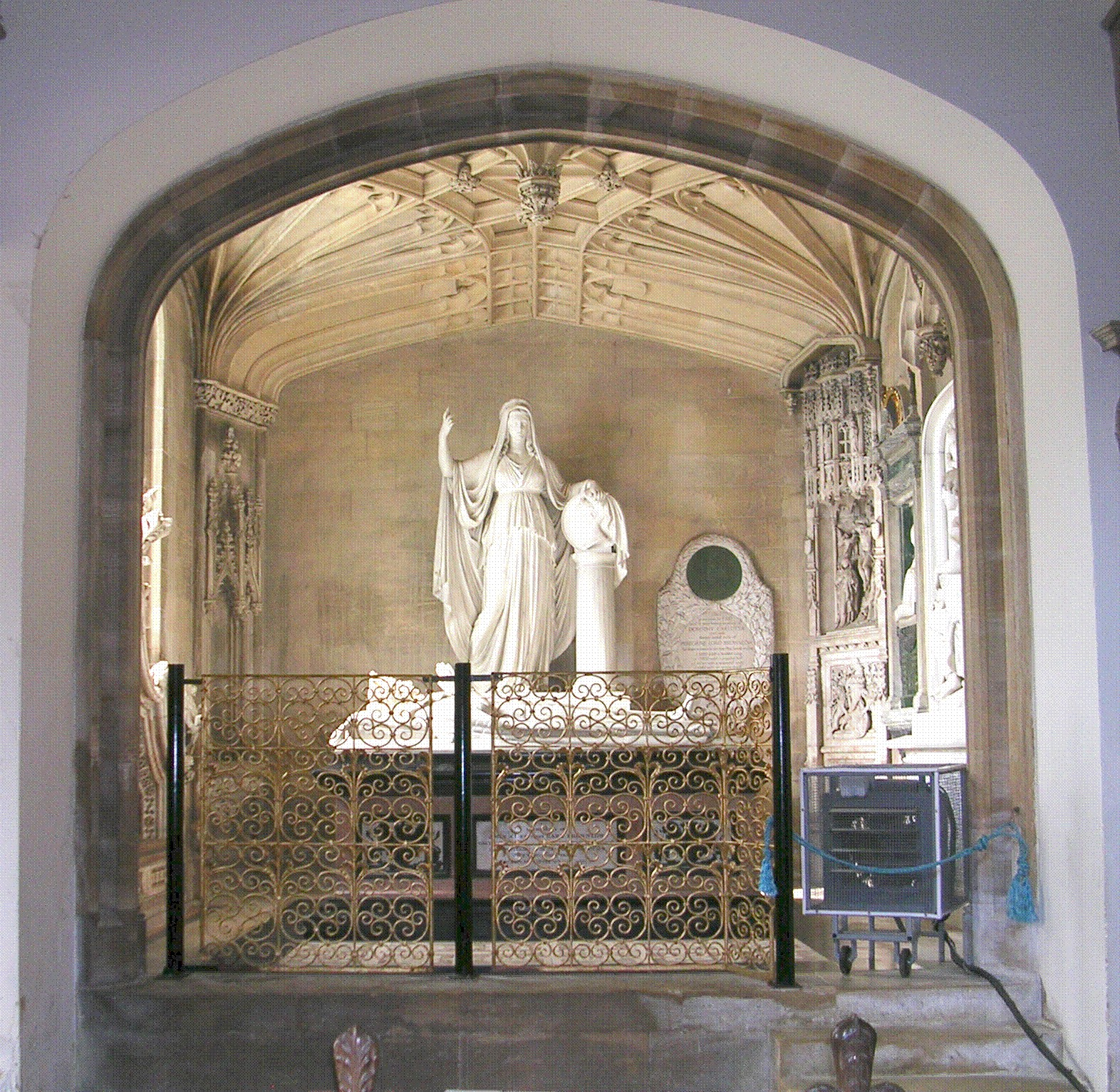
Le mausolée des propriétaires de Belton House, dans l'église paroissiale adjacente aux jardins de la maison.

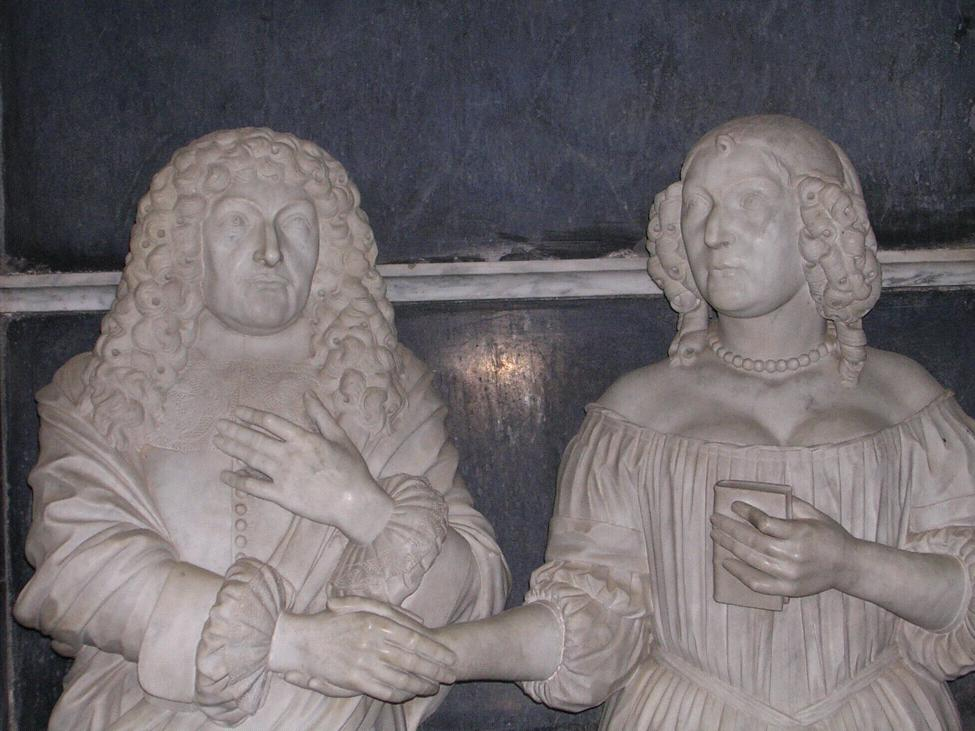
La tombe de Sir John Brownlow et de sa femme, Alice Pulteney: "des mains de marbres étreintes éternellement en consolation mutuelle pour leur mariage sans enfant"

## Propriétaires
Jusqu'à sa cession au National Trust, Belton House a toujours été la propriété de la famille de ses constructeurs, bien que 3 générations successives n'aient pas eu d'héritier mâle, ce qui fait que la demeure est passée dans d'autres branches de la famille, parfois via les femmes.
Les propriétaires de Belton sont enterrés dans l'église paroissiale du village de Belton, à proximité de la demeure. Leurs tombes représentent l'un des ensembles les plus complets des monuments commémoratifs familiaux en Angleterre - de génération en génération pendant près de 350 ans.
Le premier Brownlow à y être enterré est le fondateur de la fortune familiale, l'avocat Richard Brownlow (1555-1638), et le dernier est le sixième baron Brownlow (1899-1978)
Belton House a eu pour propriétaires: 
- Sir John Brownlow I (1594–1679). Il lègue Belton à son petit-neveu John Brownlow II.
- Sir John Brownlow II (1659–1697). Constructeur de Belton House.
- Sir William Brownlow (1665–1702). Frère de Sir John Brownlow II, a permis à sa belle-sœur veuve Alice de garder Belton.
- Sir John Brownlow III (1690–1754). Fait Vicomte Tyrconnel en 1718. Neveu et beau-fils de Sir John Brownlow II.
- Sir John Cust, troisième Baronnet (1718–1770). Président de la Chambre des Communes et neveu de Tyrconnel.
- Sir Brownlow Cust (1744–1807). Fait Baron Brownlow en 1776. Fils de Sir John Cust.
- John, second Baron Brownlow (1779–1853). Fait premier comte Brownlow en 1815. Fils de Sir Brownlow Cust.
- John Egerton-Cust, second comte Brownlow (1842–1867). Petit-fils de John, second Baron Brownlow.
- Adelbert, troisième et dernier comte Brownlow (1844–1921). Frère de John, second comte Brownlow.
- Adelbert Salusbury Cockayne Cust, cinquième Baron Brownlow (1867–1927). Grand cousin d'Adelbert, troisième comte Brownlow.
- Peregrine Cust, sixième Baron Brownlow (1899–1978). Fils du cinquième Baron Brownlow.
- Edward Cust, septième Baron Brownlow (né en 1936). Fils du sixième Baron Brownlow.
- Le National Trust (de 1984 jusqu'à aujourd'hui)[62].

### Galerie de photos

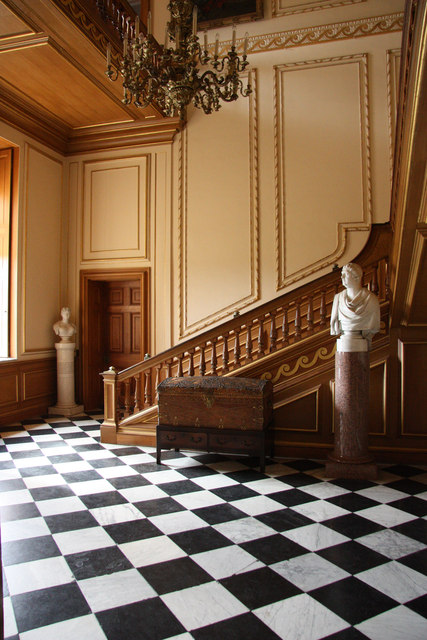
Marble Hall et le début du Grand Escalier
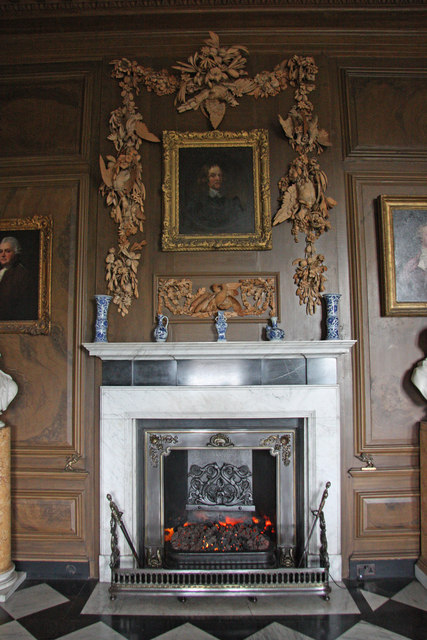
Marble Hall: la cheminée
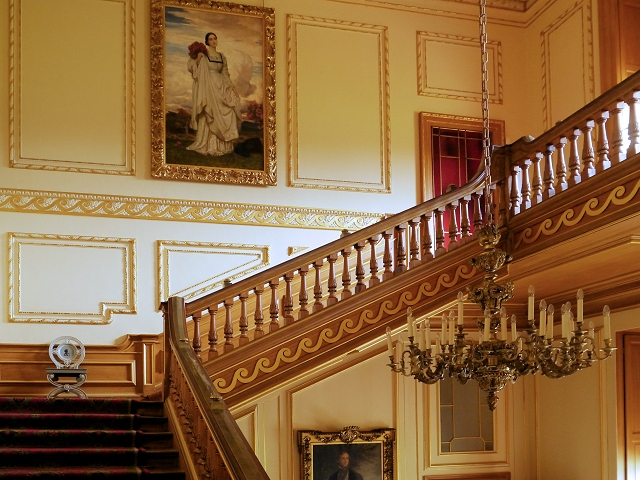
Grand escalier avec le portrait de Lady Tyrconnel
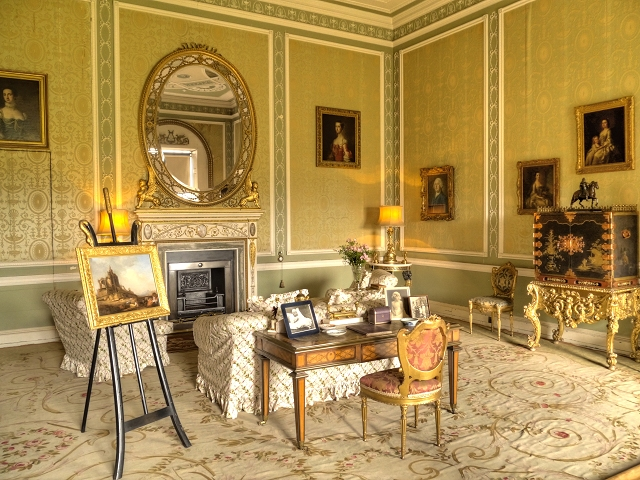
Le boudoir
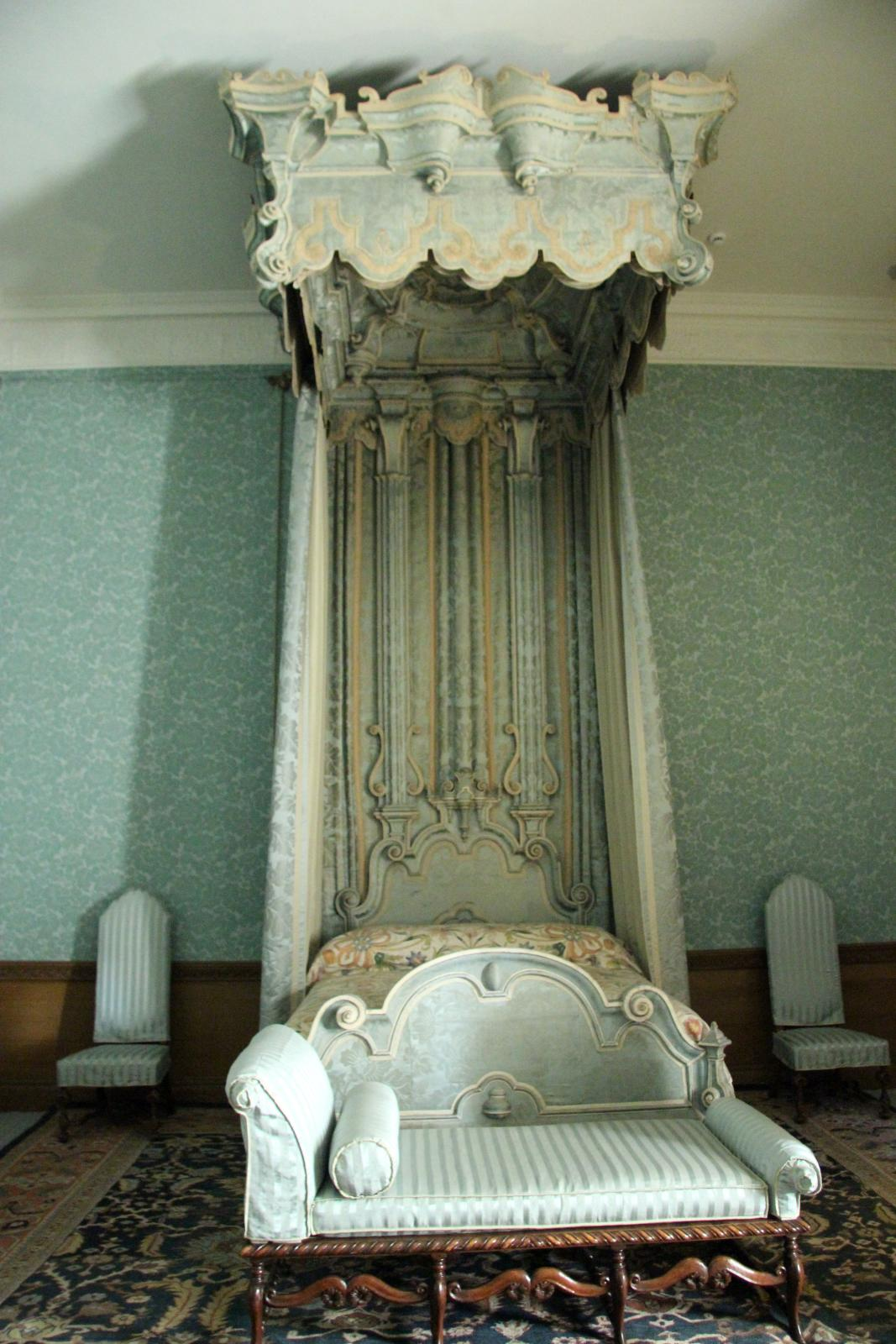
La Chambre Bleue
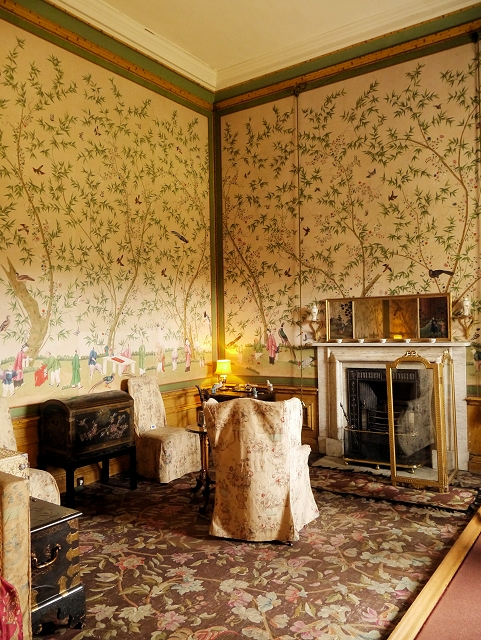
La Chambre Chinoise, avec son papier peint à la main
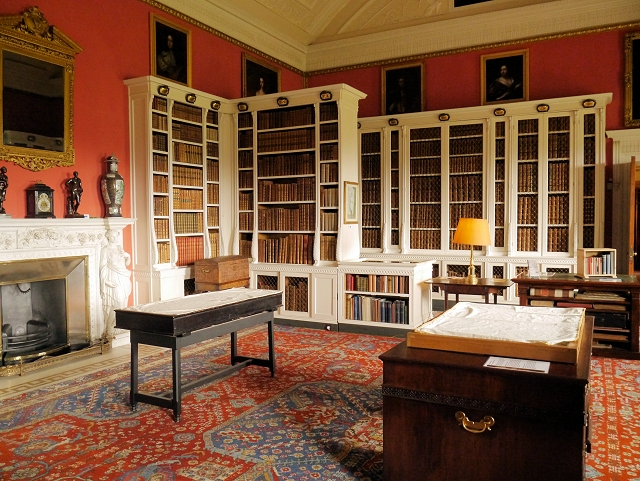
La bibliothèque
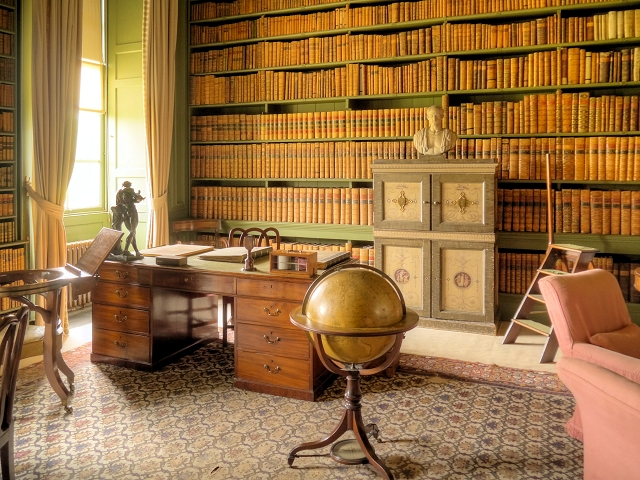
Le bureau
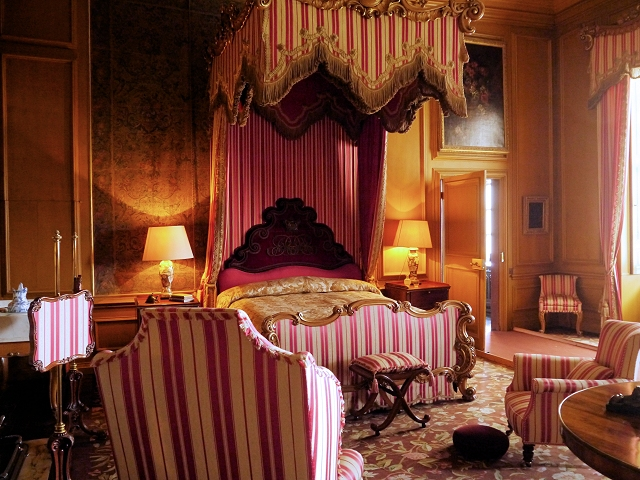
La Chambre de la Reine
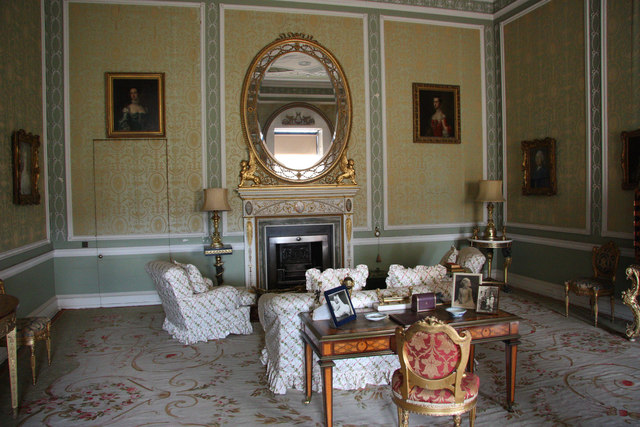
Le boudoir
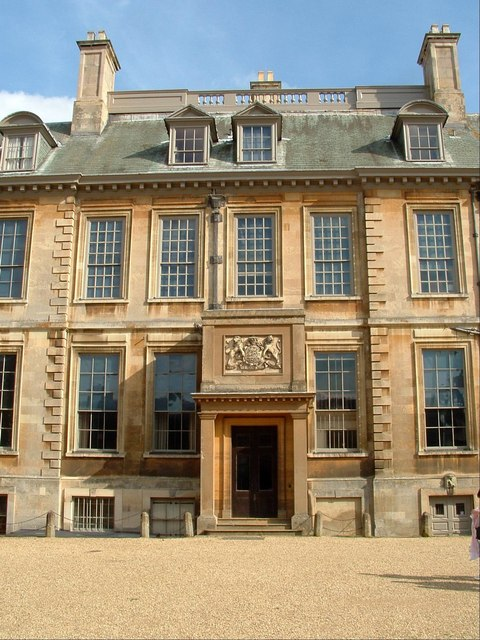
Belton House depuis la cour d'honneur
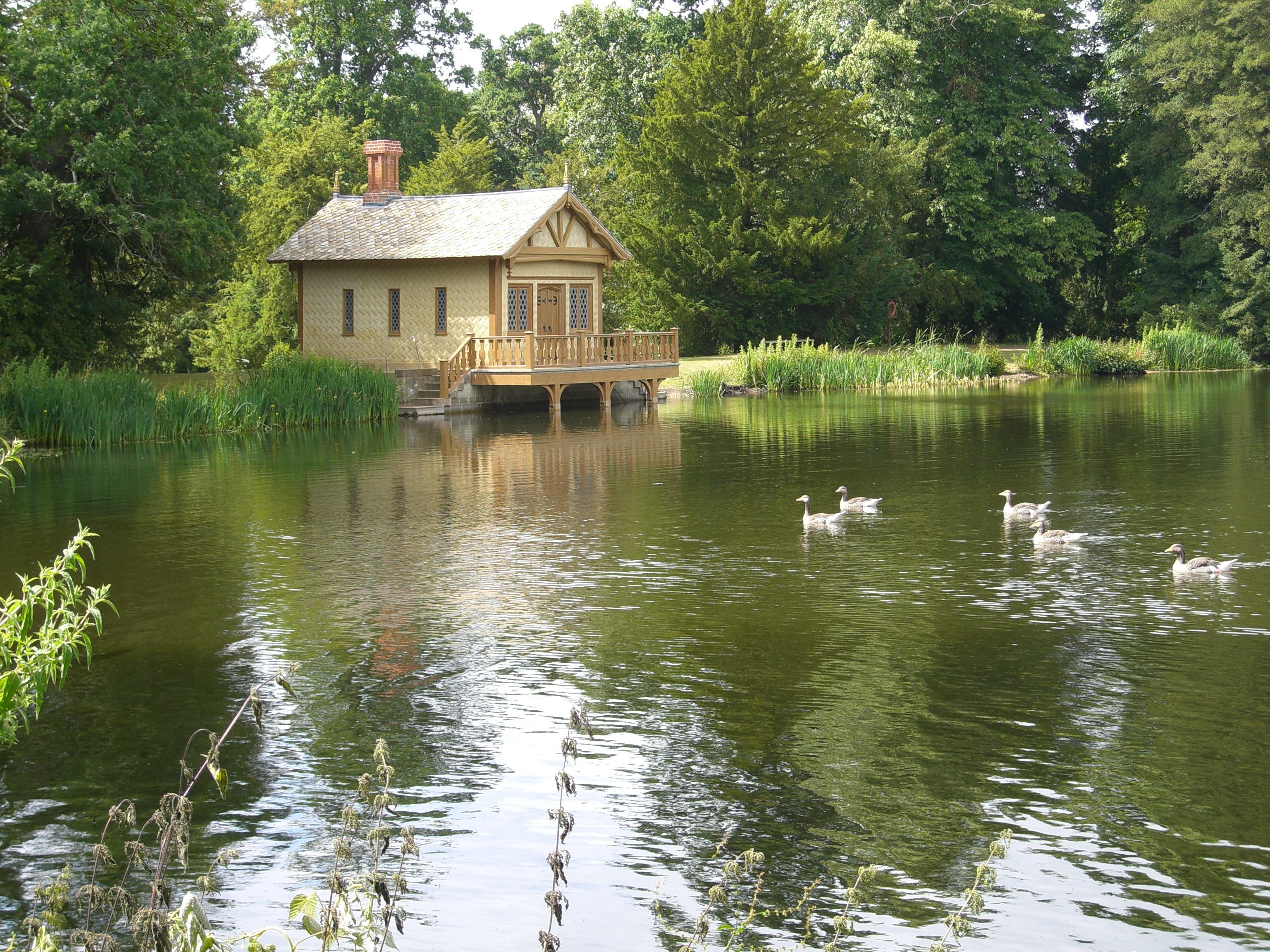
L'étang et le hangar à bateaux
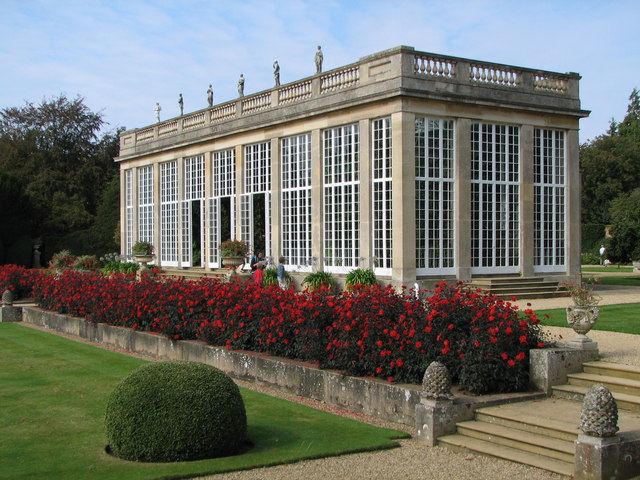
l'Orangerie
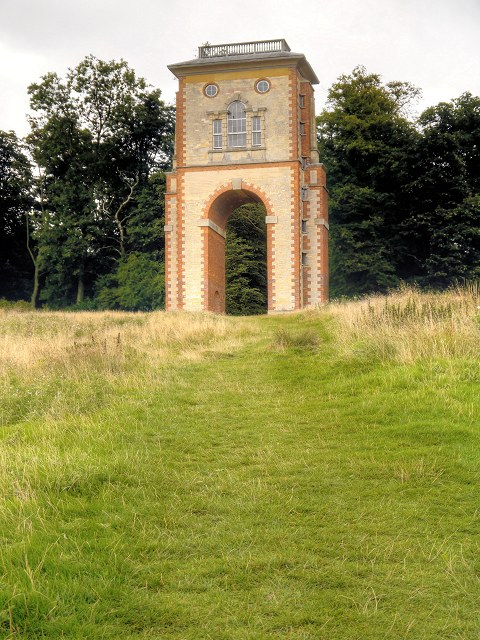
la Tour Belmont du parc de Belton

## Source
- (en) Cet article est partiellement ou en totalité issu de l’article de Wikipédia en anglais intitulé « Belton House » (voir la liste des auteurs).